# Aisha Qandisha
Aisha Qandisha, auch Aïcha Kandicha, Aischa Kandischa und Aischa Qandischa (arabisch عيشة قنديشة, DMG ʿAiša Qandīša), auch Lalla ʿAïsha oder Lālla ʿAischa (لالة عيشة, DMG Lālla ʿAiša), ist das im islamischen Volksglauben der arabischsprachigen Bevölkerung im Norden Marokkos einflussreichste Geistwesen, das von Menschen Besitz ergreift. Von dem gefürchteten weiblichen Dämon fühlen sich überwiegend Männer befallen. Aisha Qandisha wird meist zu den Dschinn gerechnet, im Besonderen zu den Afarit. Ihre Charaktereigenschaften deuten auf eine Verbindung mit der altsemitischen Fruchtbarkeitsgöttin Astarte hin. In einem von der islamischen Sufi-Sekte der Hamadscha veranstalteten Heilungsritual soll der krankmachende in einen für den Menschen hilfreichen Geist transformiert werden.

## Aussehen und Charakter
Die arabisch im Plural Dschinn genannten Geister werden im marokkanischen Dialekt Dschnun (DMG ǧnūn, Singular männlich Dschenn, ǧinn, weiblich Dschenniya, ǧinnīa) genannt. Afarit (ʿafārīt, Singular Ifrit, ʿifrīt) sind gigantische Dschinn oder Dschinn-ähnliche Geschöpfe. Aisha Qandisha kann zu beiden gehören und zugleich durch bestimmte Eigenschaften sich von ihnen unterscheiden. Dschinn lassen sich nach der Region, ihrer Stammeszugehörigkeit oder ihrer Religion in verschiedene Gruppen einteilen. Allen fehlt eine klare Persönlichkeit, ihre Beschreibung bleibt meist schemenhaft. Nur wenige Dschinn treten als Individuen mit einem eigenen Namen, mit dem sie im Kult angerufen werden, in Erscheinung. Sie wurden in der Fachliteratur als individual spirits („individuelle Geister“) oder named-jnun („benannte ǧnūn“) klassifiziert. Aussehen und Verhaltensweisen der Aisha Qandisha werden in zahlreichen überlieferten Fabeln unterschiedlich, aber immer detailliert beschrieben.
Aisha Qandisha erscheint als junge Frau mit schönem Gesicht, aber mit den Füßen einer Ziege oder eines Esels. Andersherum kann sie als alte Hexe Frauenfüße und den Körper einer Ziege mit langen Brüsten haben. Sie wird ehrenvoll als Lalla Aïsha angesprochen. Lalla ist die Anrede für eine weibliche Heilige, die männliche Entsprechung ist Sidi. Ihr gefürchtetster Charakterzug, aufgrund dessen sie sich von allen anderen Dschinn unterscheidet, ist ihre lüsterne Gier, mit der sie junge Männer verrückt macht. Hat sich ein Mann auf sie eingelassen, ohne zuvor ihre wahre Natur erkannt zu haben, so setzt sie sich in ihm fest; sie muss aber nicht zwingend von ihm Besitz ergreifen, sondern kann sich darauf beschränken, für andere Dämonen einen leichten Zugang zu dem Opfer zu ermöglichen. In jedem Fall wird der Betreffende (maǧnūn, allgemeiner Oberbegriff für jeden, der es mit einem Dschinn zu tun hat) ihr Sklave und hat ihre Anweisungen zu befolgen, wozu das Tragen gebrauchter Kleidung möglichst in rot und schwarz, den Lieblingsfarben des Geistes gehört. Gelegentlich spaltet sie sich in leicht voneinander abweichende Persönlichkeiten, die zum Beispiel unterschiedliche Tageszeiten zum Spazierengehen bevorzugen. Eine Aisha lässt sich durch Räucherwerk besänftigen, das Steppenraute (Peganum harmala) enthält, eine andere mag das aus Stech-Wacholder (Juniperus oxycedrus) gewonnene Öl (arabisch: qatran). Vertreiben lässt sich Aisha Qandisha unter Umständen durch den Ruf nach einem Dolch, da sie sich wie alle Dschinn vor Eisen und vor Nadeln fürchtet.
An Quellen und Flüssen lauert Aisha Qandisha den Badenden auf und tötet sie. Die Beni Ahsen lokalisieren sie zusammen mit ihrem Gatten Ḥammu Qiyu (Qayyu) im Sebou. Ihre Anhänger, die in diesem Fluss baden wollen, werfen zuvor als Opfer etwas brennendes Stroh und Couscous ins Wasser.

## Herkunft
Der Kult um Aisha Qandisha ist nur im arabischen Norden Marokkos verbreitet, im traditionell von Berbern bewohnten Rifgebirge wird er ebenso wenig wie in anderen islamischen Ländern praktiziert. Der Name Qandisha hat einen nahöstlichen Ursprung. Im Hebräischen bedeutet qaddīš „heilig“. Mit der im Berberischen vorkommenden Auflösung der Konsonantenverdoppelung wird qaddīša zu qandīša. Die ebenso klingende Qedescha war eine kanaanitische Tempelhure, die mit Fruchtbarkeit in Verbindung gebracht und als Qadesch in ähnlicher Eigenschaft von den Alten Ägyptern übernommen wurde. Zwischen Qedescha und Astarte besteht eine Verbindung. Wie Aisha hat Astarte ihre Heimat im Wasser, das als Ursache von Fruchtbarkeit gilt. Vermutlich waren viele Nymphen, die von den Phöniziern entlang der afrikanischen Mittelmeerküste an Quellen verehrt wurden, lokale Formen der alten Göttin Astarte. Die Phönizier dürften den religiösen Kult der Astarte einschließlich der Tempelprostitution im Dienst der Göttin auch nach ihren Kolonien im Westen mitgebracht haben. Aus dem phönizischen Karthago sind Berichte über entsprechend eingebundene Frauen im Zusammenhang mit der Astarte-Verehrung bekannt. Von Karthago ausgehend kam vermutlich der Kult an die marokkanische Küste, etwa zur karthagischen Niederlassung Thymiaterion, die mit dem heutigen Mehdiya, dem Strand von Kenitra an der Mündung des Sebou identifiziert wird. Die alte verehrte Liebesgöttin sank demnach im Volksglauben einiger maurischen Stämme zu der am meisten verachteten mythologischen Figur hinab. Sie wird besonders von den Beni Ahsen gefürchtet, die auf dem Gebiet der früheren karthagischen Kolonien leben. Ḥammu Qiyu könnte eventuell vom karthagischen Gott Haman abstammen.
Die individuellen Geister/Dämonen sind nicht wie die Dschinn-Familie Geschöpfe der altarabischen Mythologie, sondern haben einen schwarzafrikanischen Ursprung. Entsprechende Besessenheitskulte finden sich in Nigeria als Hauka-Geister bei den Songhai sowie als Bori- und Dodo-Geister bei den Hausa. Ein ungewöhnlicher, meist weiblicher Besessenheitsgeist, der nur Männer befällt, ist Nya in Mali. Bedeutend im Volksislam von Sudan und Ägypten ist der Zar-Kult. Die meisten afrikanischen Besessenheitsgeister sind weiblich, einige sind männlich. Es gibt auch verheiratete Geister, die Kinder haben können. Nach Marokko dürften dergleichen Geister im kulturellen Gedächtnis schwarzer Sklaven aus der Sudanregion mitgebracht worden sein. Die als Musiker und Tänzer bekannten Gnawa haben schwarzafrikanische Wurzeln. Die meisten individuellen Geister Marokkos stehen mit ihnen in Verbindung. Daher rufen die Gnawa auch Lalla Aïsha neben Dutzenden anderer Geister in ihrer Besessenheitszeremonie Derdeba auf. Aisha Qandisha wird aus Angst vor einer schadenbringenden Reaktion ungern mit vollem Namen angesprochen, ihre Beinamen ʿAïsha Sudaniyya und ʿAïsha Gnawiyya verweisen auf die Herkunft des Kults. Weniger bekannt und seltener als die Männer besessen machende Aisha Qandisha sind Dschinn, die als ihr Ehemann vorgestellt werden, von denen an den Hamadscha-Kultsitzungen teilnehmende Frauen befallen werden.

## Verehrung
Ein Ehemann Aisha Qandishas ist der Dschinn Ḥammu Qiyu. Er wird als sehr groß beschrieben, ansonsten sind seine äußeren Eigenschaften wenig entwickelt. Wie sie mag er Blut, er hält sich daher gern in der Umgebung von Schlachthöfen auf. Heimat von beiden sind Flüsse, Quellen oder Seen. Die Zugehörigkeit zu Wasser, Flüssen, auch Erde und Schlamm ist ein Wesenszug chthonischer Gottheiten.
Es gibt in Nordmarokko einige heilige Plätze, an denen Aisha Qandisha verehrt wird. Ihr Kult steht im Zusammenhang mit den beiden Gründern der Bruderschaft (Tariqa) der Hamadschas (Ḥamadša) aus dem Ende des 17. und Anfang des 18. Jahrhunderts, Sīdī ʿAlī ibn Ḥamdūš (Sidi Ali) und Sīdī Aḥmad Dġūġī (Sidi Ahmad). Sidi Alis spiritueller Stammbaum (Silsila) wird über Bouabid Scharqi (Būʿabīd Šarqī, lebte um 1600, begraben in Boujad) auf al-Dschazuli (1390er–1465, einer der Sieben Heiligen von Marrakesch) zurückgeführt.
Oberhalb von Moulay Idris Richtung El Merhasiyne liegen auf den dicht mit Steineichen bewaldeten Höhen des Zerhoun-Massivs die viel besuchten Verehrungsstätten der beiden Heiligen mit jeweils einer Qubba (kuppelförmiges Mausoleum) und einer Moschee. Der bedeutendere Verehrungsort ist das Grabmal von Sidi Ali oberhalb des relativ wohlhabenden Dorfes Beni Rachid, wo eine heilige Quelle entspringt, deren Wasser in ein Badehaus geleitet wird. Sidi Ahmed wird in der Nähe des ärmeren Dorfes Beni Ouarad verehrt, das etwa 1,5 Kilometer weiter unten an der von Moulay Idris kommenden Straße liegt.
Einige hundert Meter östlich von Beni Rachid befindet sich eine der Aisha Qandisha geweihte Grotte (ḥufra). Dem am Eingang stehenden riesigen Feigenbaum werden magische Kräfte zugeschrieben. Bauern der Umgebung schneiden Zweige ab, um damit ihre eigenen Bäume zu veredeln. An den Luftwurzeln des Baumes hängen Stofffetzen. Sie sind an Lalla Aïsha gerichtete Fürbitten oder Zeichen für ein Gelübde (ʿār), mit dem Pilgerinnen ein Opfer versprechen (meist ein schwarz-rotes Huhn), falls Aisha Qandisha ihren Wunsch erfüllt. Auch auf der Strecke nach Beni Quarad hängen in einem als heilig geltenden Olivenbaum verknotete Lumpen. Die Grotte wird überwiegend von Frauen aufgesucht. Sie drücken ihren Kopf gegen die Wurzeln des Feigenbaum, reiben sich mit etwas Erde ein oder zünden Räucherwerk an. Manche legen ein mitgebrachtes Amulett ab. In der Höhle entspringt eine Wunder wirkende Quelle. Das dunkle und schlammige Wasser gilt als der Aufenthaltsort von Aisha Qandisha. Die Höhle ist ein der menschlichen Lebenswelt entgegengesetzter Ort, als Aufenthalt Aisha Qandishas entspricht sie symbolisch ihrem Wesen außerhalb der gesellschaftlichen Norm.
Höher am Berg werden in Stallungen Ziegen, Schafsböcke und in Käfigen Hühner gehalten. Die Opfertiere sind alle schwarz, entsprechend der Lieblingsfarbe von Aisha Qandisha.

## Besessenheit und Therapie
Ähnlich wie die Gnawa treten die Hamadscha durch Musik und rituelle Tänze (ḥaḍra) öffentlich in Erscheinung. Die Veranstaltungen sind eine Mischung aus Theaterspiel (furǧa, öffentliches Spektakel) und religiöser Zeremonie, die karāmat (Huldwunder) und ṣadaqa (freiwillige Spende) beinhalten. Die Hamadscha können bei ihren Ritualen in Trance fallen und sich darin mit Messern, heißem Wasser oder heißen Kohlen Verletzungen zufügen. Die Trance der Tänzer wird wesentlich durch die Musik, genauer durch bestimmte, der Aisha Qandisha oder einem anderen Dschinn zugeeignete Melodiefolgen (Pl. aryāḥ, Sg. rīḥ) hervorgerufen. Die Begleitmusiker der dikkāra (Sg. dikkār, etwa „den ḏikr ausüben“) genannten Sänger spielen die melodieführende Oboe ġīṭa (vergleichbar der westafrikanischen algaita), sanduhrförmige Trommeln gwāl (Sg. ġūwāl), die Zupflaute ganbri und gelegentlich eine Flöte (nīra). Hauptzweck der öffentlichen Auftritte ist das Eintreiben von Spenden. Die Geld gebenden Verehrer der Hamadscha erhalten im Gegenzug von deren Mitgliedern die islamische Segenskraft Baraka, die hier ganz lebenspraktisch Wohlstand und Glück bei Geschäften bringen soll.
Davon zu unterscheiden sind private Rituale, die zu einem therapeutischen Zweck vollzogen werden, wobei der Heilungserfolg entscheidend von der durch Musik hervorgerufenen Trance abhängt. Ähnlich wie bei anderen afrikanischen Heilungsritualen, bei denen für die Krankheit des Patienten ein Geist verantwortlich gemacht wird, zum Beispiel dem genannten Zar-Kult, dem verwandten Pepo-Kult an der ostafrikanischen Küste oder im christlichen Umfeld dem Mashawe-Kult im südlichen Afrika, geht es nicht um die Austreibung des Geistes (Exorzismus), sondern um die Ruhigstellung oder Aussöhnung des Patienten mit seinem Geist. Darüber hinaus wirkt das gesamte Ritual identitätsstiftend für die Gemeinschaft.
Durch das Heilungsritual soll Aisha Qandisha zufriedengestellt werden. Das geschieht durch eine symbolische Transformation, bei der aus dem bösen Dämon am Ende ein Helfer des Patienten wird. Die Hamadscha versuchen, den Dämon zu einer heilenden Kraft gegen die von ihm selbst verursachten Krankheiten umzufunktionieren. In diesem Zusammenhang haben Lähmungen in den Gliedmaßen, plötzliche Blindheit oder Taubheit, Menstruationsbeschwerden, Unfruchtbarkeit und Kinderkrankheiten übernatürliche Ursachen. Impotenz wird zwar auch von Aisha Qandisha verursacht, gilt aber nicht als durch das Ritual heilbar.
Der Therapie liegt eine bestimmte Vorstellung von Krankheit zugrunde, wonach die von Lalla Aisha verursachten Krankheiten in einem gesellschaftlichen Zusammenhang gesehen werden. Der kranke Mensch, überwiegend der Mann, wird durch seine Beschwerden an der Ausübung seiner traditionellen sozialen Rolle gehindert, die in der arabisch-islamischen Gesellschaft durch ein bestimmtes Männerbild geprägt ist. Die Krankheit besteht hauptsächlich aus dem Unvermögen, den Ansprüchen der Gesellschaft gerecht zu werden. Die Wurzeln des Problems liegen nach einer Untersuchung von Vincent Crapanzano Anfang der 1970er Jahre im Verhältnis von Vater und Sohn. Der junge Mann wächst in seine gesellschaftliche Rolle, indem er sich an seinem Vater als dem männlichen Idealbild orientiert. Der Sohn unterwirft sich dem Vater, spielt ihm gegenüber eine passive, weibliche Rolle und erwirkt dadurch dessen Segen. Das Wort ist weniger im religiösen Sinn gemeint, sondern bezieht sich auf die Segenskraft Baraka, mit welcher die väterliche Tradition weitergegeben wird.
Der Gegenüberstellung Vater – (kranker, weiblicher) Sohn entspricht das Gegensatzpaar mystische Hamadscha-Heilige (Sidi Ali und Sidi Ahmed) – dämonische Aisha Qandisha. Männer sind Abbilder der beiden Heiligen, Frauen haben krankmachende Eigenschaften. Sie sind nicht nach gängigem Denkmuster nur schwach und untergeordnet, sondern treten als gefährlich, unzuverlässig und sexuell unersättlich auf. Der erkrankte Mann befindet sich auf der falschen Seite des Gegensatzpaares und damit in der falschen Rolle. Um den Gegensatz aufzulösen, soll in der Therapie Aisha Qandisha zu einer Heiligen transformiert werden. Das größere Ziel ist die Wiederherstellung der moralischen und gesellschaftlichen Ordnung. Als Resultat soll die Dämonin den Menschen vor denselben Krankheiten bewahren, die sie ihm zuvor beigebracht hat. Sie gibt ihm nun Kraft, Gesundheit, Glück und Fruchtbarkeit. Die Transformation bezieht sich nicht nur auf den Charakter Aisha Qandishas, sondern auch auf das veränderte Verhältnis, das der Patient zu ihr gewinnen soll.
Auf dem Weg zur Heilung kann der Mann in einer dramatischen szenischen Übersetzung des psychologischen Grundmusters von seinem besitzergreifenden Geist symbolisch zur Kastration an sich selbst gezwungen werden. Im Ritual muss der Mann zur Frau werden, danach ist er dank des Barakas der Hamadscha-Heiligen in der Lage, wieder in seine männliche Rolle zurückzufinden. Für Crapanzano unterliegt dem Geschehen ein unbewusster Wunsch des Mannes nach einem Geschlechterwechsel, für den sich hier eine gesellschaftlich akzeptierte Gelegenheit bietet. Zum Erhalt seiner Gesundheit unterwirft sich der Mann zukünftig seinem Geist und erhält dessen Unterstützung. Aisha Qandisha ist die eigentliche Heilkraft. Sie stützt den Mann in seiner wiedergefundenen gesellschaftlichen Rolle; die beiden Heiligen haben in dem Geschehen nur ihr Baraka zur Verfügung gestellt, damit es so weit gekommen ist. Aisha Qandisha spielt folglich eine tragende Rolle für den Erhalt der gesellschaftlichen Ordnung.